# Форсан (Тексас)
Форсан (енгл. Forsan) град је у америчкој савезној држави Тексас. По попису становништва из 2010. у њему је живело 210 становника.

## Демографија
Према попису становништва из 2010. у граду је живело 210 становника, што је 16 (7,1%) становника мање него 2000. године.
| Група             | 2000.       | 2010.       |
| Белци             | 195 (86,3%) | 170 (81,0%) |
| Афроамериканци    | 0 (0,0%)    | 2 (1,0%)    |
| Азијати           | 0 (0,0%)    | 0 (0,0%)    |
| Хиспаноамериканци | 28 (12,4%)  | 37 (17,6%)  |
| Укупно            | 226         | 210         |